# Taharana trifurcata
Taharana trifurcata är en insektsart som beskrevs av Nielson 1982. Taharana trifurcata ingår i släktet Taharana och familjen dvärgstritar. Inga underarter finns listade i Catalogue of Life.